# クツワアメガエル
クツワアメガエル（Litoria infrafrenata）は、アマガエル科に分類されるカエル。

## 分布
インドネシア（ニューギニア島南部）、オーストラリア（クイーンズランド州北部）、パプアニューギニア（ニューギニア島、ビスマルク諸島）に自然分布。インドネシア（ジャワ島）に移入。

## 形態
体長6-13.5cm。体色は黄緑色から褐色。下顎の吻端から口に沿って白い筋模様があり、英名（White-lipped=白い唇をした）の由来である。
幼生は最大全長6.2cmに達する。背面は暗褐色で、体側面にオレンジ色の筋模様がある。

## 生態
主に森林や農耕地や民家近くに生息する。樹上棲。
食性は肉食性で昆虫類や節足動物、ミミズ、両生類、小型爬虫類、小型の鳥類、小型哺乳類等を食べる。貪欲で目の前で動くものには飛びついて捕食する。
繁殖形態は卵生。オスは水面に浮かびながらで繁殖音（メイティングコール）を上げる。森林の中にある池沼等に200-400個の卵を産む。幼生は約2ヶ月で変態する

## 人間との関係
ペットとして飼育されることもあり、日本にも輸入されている。ニューギニア島からの野生個体が流通する。跳躍力が強いためか吻端を傷つけたまま流通する個体も多く、多湿で不衛生な環境では傷口から細菌が侵入し感染症を引き起こす可能性があるため注意が必要。テラリウムで飼育される。樹上棲のため、高さのあるケージで飼育するのが望ましい。蓋やケージの側面を金網等にして通気性を確保し、やや乾燥した環境で飼育する。枝や流木、観葉植物等を組んで活動場所や隠れ家にする。極度の低温には弱いため、冬季には暖房器具を使用したり、ケージを温室に収納する。日光浴を行うため、小型の保温用の電球等をケージの中へ照射する。水は全身が漬かれる程度の小さな水容器を用意し、夜間や照明を消した際に霧吹きで湿度を上げる。餌はコオロギ等を与える。餌に対しては事前に野菜等の餌を与えたり、爬虫類や両生類専用のサプリメントを振りかけて栄養価を上げる。餌に反撃されたり動きが緩怠なため逃げられるのを防ぐため、生きた餌の場合は顎や触角、後肢を潰したり折ってから与える。貪欲なため、多くの個体ではピンセットで餌を口先に近づけると食べる。しかし餌を多く与えすぎると内臓疾患や脱腸を引き起こす恐れがあるため、餌の量はある程度制限する。

## 画像

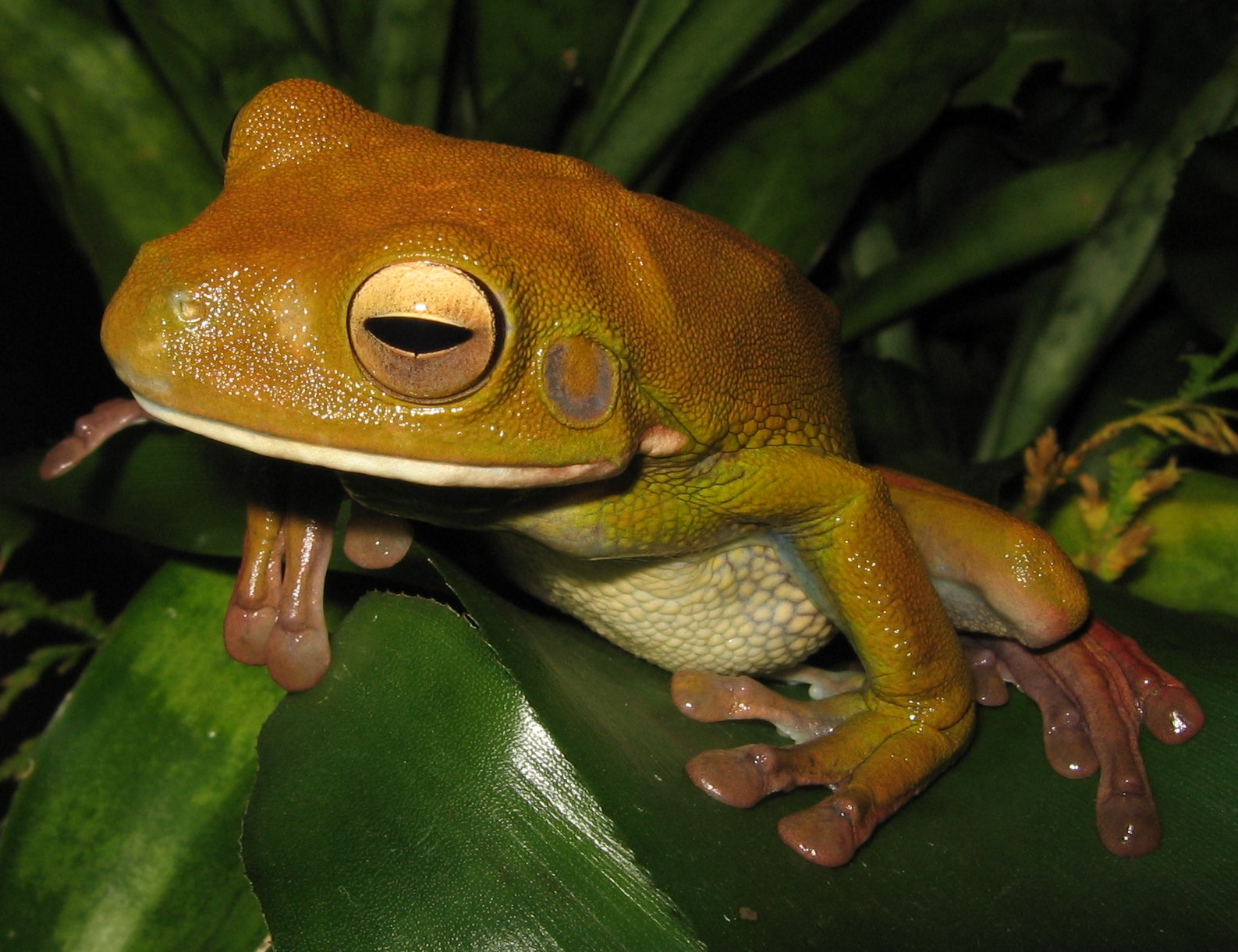
体色を褐色に変化させた個体。下唇は白い